# Osteocephalus deridens
Osteocephalus deridens és una espècie de granota que es troba a l'Equador i el Perú.
Està amenaçada d'extinció per la pèrdua del seu hàbitat natural.